# 王位戦 (将棋)

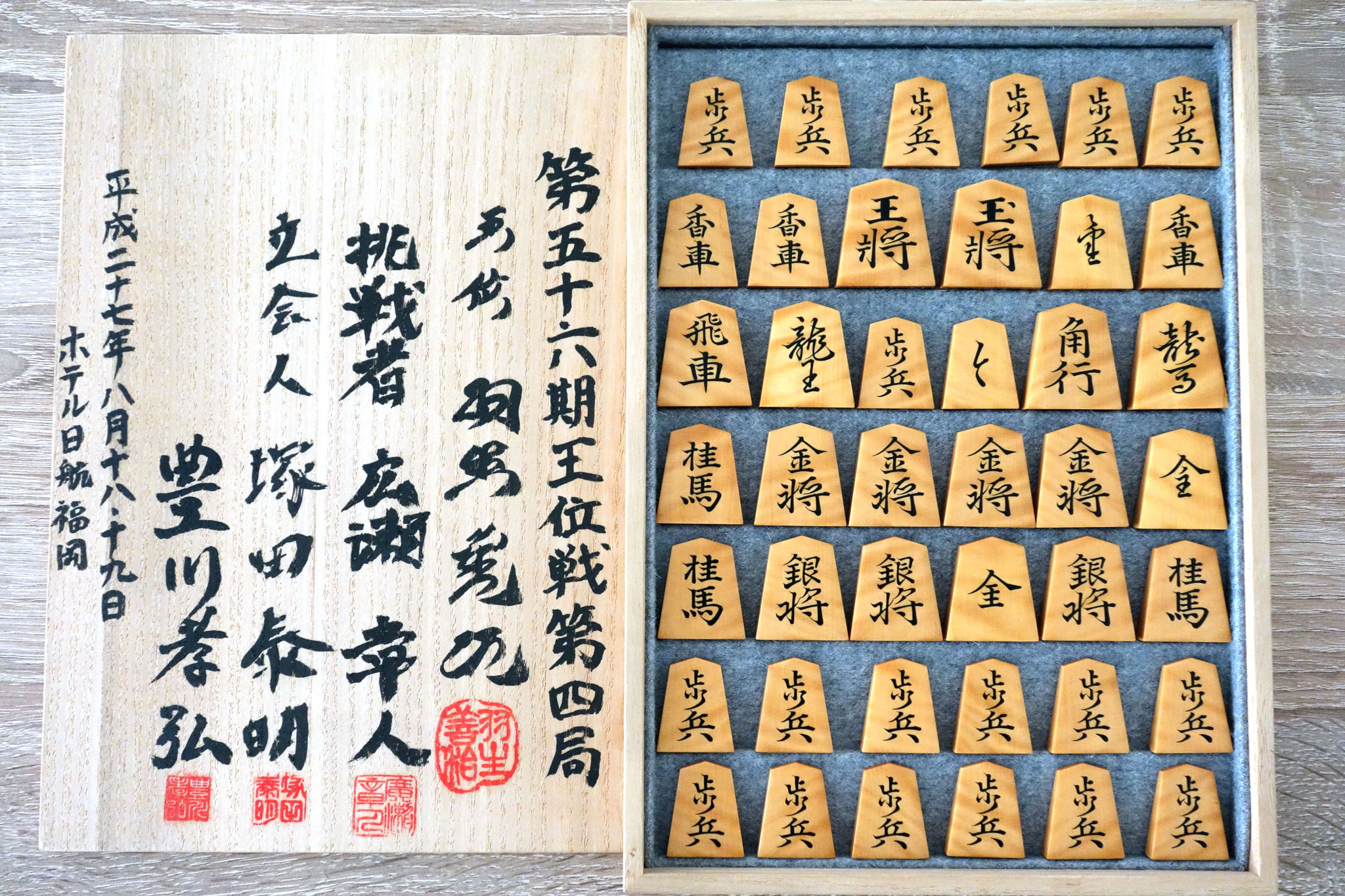

王位戦（おういせん）は、新聞3社連合（北海道新聞社、中日新聞社、神戸新聞社、徳島新聞社、西日本新聞社）及び日本将棋連盟が主催する将棋の棋戦で、タイトル戦のひとつ。七番勝負の勝者は王位のタイトル称号を得る。2024年7月時点でのタイトル棋戦序列は第4位。
1954年に産経新聞社主催の一般棋戦「産経杯」が準タイトル戦「早指し王位戦」（早指し王位決定戦）に発展的に解消されて始まった。1960年には、ブロック紙3社連合（北海道新聞社、中日新聞社、西日本新聞社）が主催に加わり、正式にタイトル戦に格上げとなった。それまで、ブロック紙3社連合は、名人・A級棋士を対象にした名人A級勝抜戦とB級棋士を対象にしたB級選抜トーナメント戦という2つの一般棋戦を主催していたが、これらは全て王位戦に統合された。
1962年、産経新聞社は新たに「棋聖戦」を創設することになり、王位戦の主催から離脱した。その後、1967年に東京新聞社が中日新聞社に営業譲渡されたのに伴って、東京新聞社主催の東京新聞社杯高松宮賞争奪将棋選手権戦も統合され、東京新聞にも王位戦が掲載されることになった。さらに、1973年には神戸新聞社が、1984年には徳島新聞社が主催に加わり、現在は北海道新聞・中日新聞（東京新聞を含む）・神戸新聞・徳島新聞・西日本新聞の5紙主催となっている。
2021年、緑茶飲料「お〜いお茶」を製造販売している伊藤園が特別協賛を発表。これにより、第62期と63期では棋戦表記が「お〜いお茶杯王位戦」となった。第64期以降は協賛企業と商品名を冠した「伊藤園お〜いお茶杯王位戦」となっている（第67期予選を除く）。

## 方式
予選・挑戦者決定リーグ・挑戦者決定戦によって挑戦者を決定する。王位と挑戦者は王位戦七番勝負を戦う。
持ち時間は、予選・挑戦者決定リーグ・挑戦者決定戦が各4時間。七番勝負は持ち時間8時間の2日制で、1日目の終わりには封じ手を行う。

### 予選
- 王位在位者および前期リーグ残留者（シード）4名を除く全棋士、女流棋士2名（女流王位在位者・女流王位戦挑戦者）が参加するトーナメント戦である。
- トーナメント表は8つの組に分かれ、それぞれの組を勝ち抜いた計8名が挑戦者決定リーグに進出する。
- 前期挑戦者決定リーグ参加者の8名（リーグ陥落者=成績3-6位）は第1シード扱い、前期予選決勝敗退者の8名は第2シード扱いとなり、予選では別の組に1名ずつ振り分けられる。第1シード者と第2シード者はトーナメントの両端に配置され、予選決勝までは当たらない。

他の棋戦では、タイトルホルダーやA級棋士は下位予選が免除される場合が多いが、王位戦ではこのような上位棋士シードが一切無く、前年度からのシード4名（および王位在位者）以外のすべての棋士が、予選2回戦までには登場する。そのため、予選段階での番狂わせが他棋戦より起こり易いという特徴がある。
2021年2月より、女流棋士が挑戦者決定リーグ入りを果たした場合に、棋士編入試験の受験資格を与えられることとなった。

### 挑戦者決定リーグ
- シード4名（前期七番勝負の敗者、挑戦者決定リーグの成績が2位以上の者）と、当期予選を勝ち抜いた8名（計12名）が、紅白2つのリーグ（各6名）に分かれ、総当たり戦を行う。
  1. 前期七番勝負の敗者は紅組、前期挑戦者決定戦の敗者は白組に入る。
  2. 前期2位でシード権を得たリーグ残留者について、前期挑戦者決定戦敗者の組にいた者は紅組、前期挑戦者決定戦勝者の組にいた者は白組に入る。
- 紅組・白組それぞれのリーグ1位が挑戦者決定戦に進む。挑戦者決定リーグの1位と2位はリーグ残留として次期のシード権を得る。成績が3～6位の者は次期、予選からの出場となる。
- リーグ各組内で、1位または2位の成績が複数名となった場合、以下の規定によって上位2名を決定する（第56期より）。
  1. 4勝1敗で並んだ場合、該当者数に関わらずプレーオフを行う。3名の場合は、前期成績（前期リーグ勝星＞前期予選勝星）でシード者を決め、1回戦は残留決定戦を兼ねる。
  2. 3勝2敗で並んだ場合、該当する直接対決の成績＞前期成績(前期リーグ勝星＞前期予選勝星)で優勝者・残留者を決定する。それでも差のつかなかった場合には決定戦を行う。[注 4]

在籍期限を満了したフリークラス編入棋士の特例参加
挑戦者決定リーグを残留した者が、フリークラス規定の在籍期限を満了したフリークラス編入棋士である場合、その在籍期限満了者は他棋戦については出場資格がなくなるが、王位戦については次年度の棋戦に参加が可能となり、引退とはならない（2010年7月9日以降）。

### 挑戦者決定戦
紅白それぞれのリーグの優勝者同士で1局だけ指し、その勝者が挑戦者となる。
次期王位戦の組と順位は、挑戦者決定戦の敗者は白組1位、挑戦者決定戦敗者と同じ組の2位は紅組2位、挑戦者決定戦勝者と同じ組の2位は白組2位となる。

### 王位戦七番勝負
王位と挑戦者決定戦の勝者が七番勝負を行う。七番勝負は全国各地（おもに主催各紙の掲載エリア）の旅館や料亭などで行われる。
敗者は次期王位戦紅組1位となる。

### 方式の遍歴
| 期     | 王位戦 七番勝負 (2日制) | 王位戦リーグ | 王位戦リーグ         | 王位戦リーグ             | 王位戦リーグ                                                                      | 王位戦リーグ                               | 王位戦リーグ                                                                      | 王位戦リーグ                                                                      | 予選トーナメント | 予選トーナメント                                               |
| 期     | 王位戦 七番勝負 (2日制) | 持ち 時間    | 挑戦者 決定戦        | 挑戦者決定リーグ         | 挑戦者決定リーグ                                                                  | 挑戦者決定リーグ                           | 挑戦者決定リーグ                                                                  | 挑戦者決定リーグ                                                                  | 通過 人数        | 出場条件                                                       |
| 期     | 持ち時間                | 持ち 時間    | 方式                 | 出場人数                 | 組順位                                                                            | シード条件                                 | 組優勝決定方法                                                                    | 残留者決定方法                                                                    | 通過 人数        | 出場条件                                                       |
| ------ | ----------------------- | ------------ | -------------------- | ------------------------ | --------------------------------------------------------------------------------- | ------------------------------------------ | --------------------------------------------------------------------------------- | --------------------------------------------------------------------------------- | ---------------- | -------------------------------------------------------------- |
| 1      | 10時間                  | 7時間        | -                    | 10名 ・A組5名 ・B組5名   | 定めず                                                                            | -                                          | 成績首位全員の トーナメントで決定                                                 | 残留ライン上全員の トーナメントで決定                                             | 10名             | 棋士全員                                                       |
| 2      | 10時間                  | 7時間        | 紅白の 優勝者 で決勝 | 10名 ・A組5名 ・B組5名   | 定めず                                                                            | 3名 ・前期七番勝負敗者 ・前期リーグ2位     | 成績首位全員の トーナメントで決定                                                 | 残留ライン上全員の トーナメントで決定                                             | 7名              | 棋士全員 (シード者以外)                                        |
| 3      | 10時間                  | 7時間        | 紅白の 優勝者 で決勝 | 10名 ・紅組5名 ・白組5名 | 定めず                                                                            | 4名 ・前期七番勝負敗者 ・前期リーグ2位以上 | 成績首位全員の トーナメントで決定                                                 | 残留ライン上全員の トーナメントで決定                                             | 6名              | 棋士全員 (シード者以外)                                        |
| 4～8   | 10時間                  | 6時間        | 紅白の 優勝者 で決勝 | 10名 ・紅組5名 ・白組5名 | 定めず                                                                            | 4名 ・前期七番勝負敗者 ・前期リーグ2位以上 | 成績首位全員の トーナメントで決定                                                 | 残留ライン上全員の トーナメントで決定                                             | 6名              | 棋士全員 (シード者以外)                                        |
| 9～17  | 9時間                   | 6時間        | 紅白の 優勝者 で決勝 | 10名 ・紅組5名 ・白組5名 | 定めず                                                                            | 4名 ・前期七番勝負敗者 ・前期リーグ2位以上 | 成績首位全員の トーナメントで決定                                                 | 残留ライン上全員の トーナメントで決定                                             | 6名              | 棋士全員 (シード者以外)                                        |
| 18～26 | 9時間                   | 6時間        | 紅白の 優勝者 で決勝 | 12名 ・紅組6名 ・白組6名 | 定めず                                                                            | 4名 ・前期七番勝負敗者 ・前期リーグ2位以上 | 成績首位全員の トーナメントで決定                                                 | 残留ライン上全員の トーナメントで決定                                             | 8名              | 棋士全員 (シード者以外)                                        |
| 27～29 | 9時間                   | 6時間        | 紅白の 優勝者 で決勝 | 12名 ・紅組6名 ・白組6名 | 1位：残留者2名 2位：予選突破者4名                                                 | 4名 ・前期七番勝負敗者 ・前期リーグ2位以上 | 成績首位全員の トーナメントで決定 (詳細は後述)                                    | 勝利数が並んだ場合 順位が上の者が残留                                             | 8名              | 棋士全員 (シード者以外)                                        |
| 30～36 | 8時間                   | 5時間        | 紅白の 優勝者 で決勝 | 12名 ・紅組6名 ・白組6名 | 1位：残留者2名 2位：予選突破者4名                                                 | 4名 ・前期七番勝負敗者 ・前期リーグ2位以上 | 成績首位全員の トーナメントで決定 (詳細は後述)                                    | 勝利数が並んだ場合 順位が上の者が残留                                             | 8名              | 棋士全員 (シード者以外)                                        |
| 37～44 | 8時間                   | 5時間        | 紅白の 優勝者 で決勝 | 12名 ・紅組6名 ・白組6名 | 紅1位：七番勝負敗者 白1位：挑戦者決定戦敗者 2位：前期リーグ2位 3位：予選突破者4名 | 4名 ・前期七番勝負敗者 ・前期リーグ2位以上 | 成績首位全員の トーナメントで決定 (詳細は後述)                                    | 勝利数が並んだ場合 順位が上の者が残留                                             | 8名              | ・棋士全員 (シード者以外) ・女流2名 (女流王位戦七番勝負出場者) |
| 45～55 | 8時間                   | 4時間        | 紅白の 優勝者 で決勝 | 12名 ・紅組6名 ・白組6名 | 紅1位：七番勝負敗者 白1位：挑戦者決定戦敗者 2位：前期リーグ2位 3位：予選突破者4名 | 4名 ・前期七番勝負敗者 ・前期リーグ2位以上 | 成績首位全員の トーナメントで決定 (詳細は後述)                                    | 勝利数が並んだ場合 順位が上の者が残留                                             | 8名              | ・棋士全員 (シード者以外) ・女流2名 (女流王位戦七番勝負出場者) |
| 56～   | 8時間                   | 4時間        | 紅白の 優勝者 で決勝 | 12名 ・紅組6名 ・白組6名 | 定めないが 前期成績上位者が優先                                                   | 4名 ・前期七番勝負敗者 ・前期リーグ2位以上 | ・4勝1敗で並んだ場合、プレーオフ ・3勝2敗で並んだ場合、 0直接対決の成績＞前期成績 | ・4勝1敗で並んだ場合、プレーオフ ・3勝2敗で並んだ場合、 0直接対決の成績＞前期成績 | 8名              | ・棋士全員 (シード者以外) ・女流2名 (女流王位戦七番勝負出場者) |

- 第55期までは以下の規定によって順位が定められていた。
  - シード4名は、各リーグ表の1位、2位とする。紅組リーグ表の1位は前期七番勝負の敗者とし、白組リーグ表1位は前期挑戦者決定戦の敗者とする[注 12]。
  - リーグ表順位が違う者同士であるか否かを問わず、また、何名が並んだかにかかわらず、トップの成績で並んだ者全員によるプレーオフを行う[注 13]。
  - リーグからの陥落については、同じ勝敗数であってもリーグ表で上位の者が優先的に残留する。リーグ表3位同士が陥落のボーダーラインに並んだ場合は、残留決定戦が行われる。
  - 例外として、リーグ表3位の者が1位・2位の者と勝敗数トップで並び、かつプレーオフで勝ち残って挑戦者決定戦に進んだ場合は、リーグ表の順位に関わらず残留となり、（七番勝負で敗れた場合）次期リーグ表で1位と扱われる[注 14]。

- 組優勝決定の為のプレーオフでは、順位（＝前期成績）の取り扱いが、期によって異なっていた
  - 第28期紅組では、1位(前期番勝負敗者)米長・1位(前期リーグ2位)東・2位森・西川が並び、森・西川の勝者が東と対戦し、その勝者が米長と対戦し組優勝を決定した。（1位同士に差がある、パラマストーナメント）
  - 第33期白組では、1位(前期リーグ2位)郷田・2位中原・加藤一・富岡が並び、四者が同列として組優勝を決定した(序列2位の3名は残留決定戦を兼ねた)。（四者同列の、普通のトーナメント）
  - 第36期白組では、1位(前期挑決敗者)高橋・1位(前期リーグ2位)中原・2位谷川が並び、高橋・谷川の勝者が中原と対戦した。（1位同士ではあるが、前年の成績が下の者が有利なシード）
  - 第46期紅組では、1位谷川・2位屋敷・3位先崎・渡辺が並び、第33期白組と同じく四者が同列として組優勝を決定した(尚1回戦は、1位谷川vs3位先崎、2位屋敷vs3位渡辺)。尚、残留決定戦も兼ねており、3位の先崎と渡辺はプレーオフ優勝が残留条件となっていた。先崎が紅組優勝となったため、2位屋敷・もう一人の3位渡辺がリーグ陥落した。

## 永世王位
永世称号である永世王位は、王位を通算10期もしくは連続5期以上保持した棋士に与えられる。永世王位の資格は1997年に制定された。2024年8月現在、永世王位は大山康晴と中原誠、永世王位の資格を持つ棋士は羽生善治と藤井聡太である。この4名はいずれも連続5期により永世王位の資格を得た。なお、中原は60歳になった年度から現役のまま永世王位の称号を用いるようになった。
- 永世王位

1. 大山康晴 - 1964年9月29日 資格獲得（連続5期〈第1-5期〉、当時41歳、四段昇段後24年7か月=制定前）。1992年現役死去、1997年「永世王位」制定。
2. 中原誠＿ - 1977年10月5日 資格獲得（連続5期〈第14-18期〉、当時30歳、四段昇段後12年0か月=制定前）。1997年「永世王位」制定、2008年4月現役就位。

- 永世王位資格者

1. 羽生善治 - 1997年8月29日 資格獲得（連続5期〈第34-38期〉、当時26歳、四段昇段後11年8か月。引退後の就位予定）
2. 藤井聡太 - 2024年8月28日 資格獲得（連続5期〈第61-65期〉、当時22歳、四段昇段後7年10か月。引退後の就位予定）

（以上4名、永世王位 資格獲得順）
※上記記録のうち、
＿＿藤井の「四段昇段後7年10か月」は永世王位および永世二冠獲得の最速記録、
＿＿藤井の「22歳11か月」は永世王位および永世二冠獲得の最年少記録。

## 歴代七番勝負・挑戦者決定リーグ
| 太字 | ：王位獲得者（七番勝負 勝者） | 太字永 | ：永世資格獲得者（七番勝負 勝者） |

| ◎ ：王位挑戦者（太字は全勝挑戦者） | ○ ：組1位（挑決敗者/リーグ残留） | △：組2位（リーグ残留） |

| ○ | 千 ○ | ○●○－－ |

| ○● | 千 ○ | ●○○－ |

| ○●●○●○ | 千 ● |

| ●●●○ | 千 ● | －－ |

| 千 ● | ●●○○○○ |

| ●○●○ | 千 ● | 千 ● | － |

| 千 ○ | ●○○○－－ |

| 千 ○ | ●○○○－－ |

| － | －－－－－－ |

## 記録
第65期終了時点（「*」は継続中の記録）
| 米長邦雄 谷川浩司 佐藤康光 羽生善治 |  |  |  | 通算 5期 |

| 郷田真隆 佐藤康光 谷川浩司 羽生善治 豊島将之 |  |  |  | 連続 2期 |

| - 記載は番勝負出場・組優勝または挑戦者決定リーグ参加5期以上に限る。 - 太字は永世王位獲得者または最多記録。王位在位者は*で注記。 |

| 王位戦七番勝負・挑戦者決定リーグ記録 | 王位戦七番勝負・挑戦者決定リーグ記録 | 王位戦七番勝負・挑戦者決定リーグ記録 | 王位戦七番勝負・挑戦者決定リーグ記録 | 王位戦七番勝負・挑戦者決定リーグ記録 | 王位戦七番勝負・挑戦者決定リーグ記録 | 王位戦七番勝負・挑戦者決定リーグ記録 | 王位戦七番勝負・挑戦者決定リーグ記録 | 王位戦七番勝負・挑戦者決定リーグ記録 | 王位戦七番勝負・挑戦者決定リーグ記録 | 王位戦七番勝負・挑戦者決定リーグ記録 |
| 氏名                                 | 王位在位                             | 王位在位                             | 七番勝負出場                         | 七番勝負出場                         | リーグ参加 (王位在位を含む)          | リーグ参加 (王位在位を含む)          | 参加                                 | 挑戦                                 | 組優勝                               | 残留                                 |
| 氏名                                 | 通算                                 | 連続                                 | 通算                                 | 連続                                 | 通算                                 | 連続                                 | 通算                                 | 通算                                 | 通算                                 | 通算                                 |
| ------------------------------------ | ------------------------------------ | ------------------------------------ | ------------------------------------ | ------------------------------------ | ------------------------------------ | ------------------------------------ | ------------------------------------ | ------------------------------------ | ------------------------------------ | ------------------------------------ |
| 羽生善治                             | 18                                   | 9                                    | 23                                   | 16                                   | 32                                   | 32                                   | 14                                   | 5                                    | 10                                   | 14                                   |
| 大山康晴                             | 12                                   | 12                                   | 15                                   | 13                                   | 26                                   | 16                                   | 14                                   | 3                                    | 4                                    | 7                                    |
| 中原誠                               | 8                                    | 6                                    | 11                                   | 10                                   | 27                                   | 18                                   | 19                                   | 3                                    | 7                                    | 14                                   |
| 谷川浩司                             | 6                                    | 3                                    | 11                                   | 6                                    | 28                                   | 17                                   | 22                                   | 5                                    | 8                                    | 12                                   |
| 藤井聡太*                            | 5                                    | 5                                    | 5                                    | 5                                    | 5                                    | 5                                    | 1                                    | 1                                    | 1                                    | 1                                    |
| 深浦康市                             | 3                                    | 3                                    | 5                                    | 4                                    | 14                                   | 8                                    | 11                                   | 2                                    | 2                                    | 5                                    |
| 高橋道雄                             | 3                                    | 2                                    | 5                                    | 5                                    | 14                                   | 6                                    | 11                                   | 2                                    | 4                                    | 6                                    |
| 内藤國雄                             | 2                                    | 1                                    | 5                                    | 2                                    | 16                                   | 5                                    | 14                                   | 3                                    | 5                                    | 6                                    |
| 米長邦雄                             | 1                                    | 1                                    | 6                                    | 2                                    | 20                                   | 12                                   | 19                                   | 5                                    | 8                                    | 10                                   |
| 木村一基                             | 1                                    | 1                                    | 5                                    | 2                                    | 14                                   | 8                                    | 13                                   | 4                                    | 4                                    | 6                                    |
| 郷田真隆                             | 1                                    | 1                                    | 4                                    | 4                                    | 12                                   | 11                                   | 11                                   | 3                                    | 5                                    | 9                                    |
| 豊島将之                             | 1                                    | 1                                    | 4                                    | 2                                    | 12                                   | 9                                    | 12                                   | 3                                    | 5                                    | 7                                    |
| 加藤一二三                           | 1                                    | 1                                    | 3                                    | 2                                    | 21                                   | 11                                   | 20                                   | 2                                    | 3                                    | 13                                   |
| 広瀬章人                             | 1                                    | 1                                    | 3                                    | 2                                    | 8                                    | 8                                    | 7                                    | 2                                    | 2                                    | 5                                    |
| 菅井竜也                             | 1                                    | 1                                    | 2                                    | 2                                    | 6                                    | 6                                    | 5                                    | 1                                    | 2                                    | 4                                    |
| 森雞二                               | 1                                    | 1                                    | 2                                    | 2                                    | 11                                   | 4                                    | 10                                   | 1                                    | 2                                    | 3                                    |
| 佐藤康光                             | 0                                    | 0                                    | 5                                    | 2                                    | 25                                   | 12                                   | 25                                   | 5                                    | 8                                    | 18                                   |
| 有吉道夫                             | 0                                    | 0                                    | 2                                    | 1                                    | 15                                   | 12                                   | 15                                   | 2                                    | 5                                    | 10                                   |
| 二上達也                             | 0                                    | 0                                    | 1                                    | 1                                    | 17                                   | 6                                    | 17                                   | 1                                    | 3                                    | 6                                    |
| 藤井猛                               | 0                                    | 0                                    | 1                                    | 1                                    | 6                                    | 4                                    | 6                                    | 1                                    | 2                                    | 3                                    |
| 花村元司                             | 0                                    | 0                                    | 1                                    | 1                                    | 10                                   | 3                                    | 10                                   | 1                                    | 2                                    | 4                                    |
| 佐藤大五郎                           | 0                                    | 0                                    | 1                                    | 1                                    | 8                                    | 6                                    | 8                                    | 1                                    | 2                                    | 2                                    |
| 西村一義                             | 0                                    | 0                                    | 1                                    | 1                                    | 10                                   | 5                                    | 10                                   | 1                                    | 1                                    | 4                                    |
| 勝浦修                               | 0                                    | 0                                    | 1                                    | 1                                    | 8                                    | 3                                    | 8                                    | 1                                    | 1                                    | 2                                    |
| 大内延介                             | 0                                    | 0                                    | 1                                    | 1                                    | 7                                    | 3                                    | 7                                    | 1                                    | 1                                    | 2                                    |
| 行方尚史                             | 0                                    | 0                                    | 1                                    | 1                                    | 6                                    | 2                                    | 6                                    | 1                                    | 1                                    | 2                                    |
| 丸田祐三                             | 0                                    | 0                                    | 1                                    | 1                                    | 4                                    | 3                                    | 4                                    | 1                                    | 1                                    | 1                                    |
| 中田宏樹                             | 0                                    | 0                                    | 1                                    | 1                                    | 2                                    | 2                                    | 2                                    | 1                                    | 1                                    | 1                                    |
| 塚田正夫                             | 0                                    | 0                                    | 1                                    | 1                                    | 2                                    | 2                                    | 2                                    | 1                                    | 1                                    | 1                                    |
| 屋敷伸之                             | 0                                    | 0                                    | 1                                    | 1                                    | 8                                    | 8                                    | 8                                    | 1                                    | 4                                    | 6                                    |
| 佐々木大地                           | 0                                    | 0                                    | 1                                    | 1                                    | 7                                    | 7                                    | 7                                    | 1                                    | 1                                    | 4                                    |
| 渡辺明                               | 0                                    | 0                                    | 1                                    | 1                                    | 12                                   | 6                                    | 12                                   | 1                                    | 3                                    | 5                                    |
| 森下卓                               | 0                                    | 0                                    | 0                                    | 0                                    | 13                                   | 3                                    | 13                                   | 0                                    | 2                                    | 5                                    |
| 山田道美                             | 0                                    | 0                                    | 0                                    | 0                                    | 7                                    | 6                                    | 7                                    | 0                                    | 2                                    | 4                                    |
| 橋本崇載                             | 0                                    | 0                                    | 0                                    | 0                                    | 4                                    | 4                                    | 4                                    | 0                                    | 2                                    | 2                                    |
| 小林健二                             | 0                                    | 0                                    | 0                                    | 0                                    | 6                                    | 2                                    | 6                                    | 0                                    | 2                                    | 2                                    |
| 升田幸三                             | 0                                    | 0                                    | 0                                    | 0                                    | 5                                    | 4                                    | 5                                    | 0                                    | 2                                    | 2                                    |
| 丸山忠久                             | 0                                    | 0                                    | 0                                    | 0                                    | 13                                   | 4                                    | 13                                   | 0                                    | 1                                    | 4                                    |
| 澤田真吾                             | 0                                    | 0                                    | 0                                    | 0                                    | 7                                    | 3                                    | 7                                    | 0                                    | 1                                    | 4                                    |
| 森内俊之                             | 0                                    | 0                                    | 0                                    | 0                                    | 11                                   | 4                                    | 11                                   | 0                                    | 1                                    | 3                                    |
| 山崎隆之                             | 0                                    | 0                                    | 0                                    | 0                                    | 8                                    | 3                                    | 8                                    | 0                                    | 1                                    | 3                                    |
| 永瀬拓矢                             | 0                                    | 0                                    | 0                                    | 0                                    | 3                                    | 3                                    | 4                                    | 0                                    | 1                                    | 2                                    |
| 島朗                                 | 0                                    | 0                                    | 0                                    | 0                                    | 10                                   | 3                                    | 10                                   | 0                                    | 1                                    | 1                                    |
| 先崎学                               | 0                                    | 0                                    | 0                                    | 0                                    | 5                                    | 3                                    | 5                                    | 0                                    | 1                                    | 1                                    |
| 福崎文吾                             | 0                                    | 0                                    | 0                                    | 0                                    | 5                                    | 2                                    | 5                                    | 0                                    | 1                                    | 1                                    |
| 千田翔太                             | 0                                    | 0                                    | 0                                    | 0                                    | 4                                    | 2                                    | 4                                    | 0                                    | 1                                    | 1                                    |
| 池永天志                             | 0                                    | 0                                    | 0                                    | 0                                    | 2                                    | 2                                    | 2                                    | 0                                    | 1                                    | 1                                    |
| 桐山清澄                             | 0                                    | 0                                    | 0                                    | 0                                    | 2                                    | 2                                    | 2                                    | 0                                    | 1                                    | 1                                    |
| 斎藤慎太郎                           | 0                                    | 0                                    | 0                                    | 0                                    | 2                                    | 1                                    | 2                                    | 0                                    | 1                                    | 1                                    |
| 阿部隆                               | 0                                    | 0                                    | 0                                    | 0                                    | 6                                    | 4                                    | 6                                    | 0                                    | 0                                    | 2                                    |
| 大野源一                             | 0                                    | 0                                    | 0                                    | 0                                    | 6                                    | 3                                    | 6                                    | 0                                    | 0                                    | 2                                    |
| 中川大輔                             | 0                                    | 0                                    | 0                                    | 0                                    | 5                                    | 4                                    | 5                                    | 0                                    | 0                                    | 2                                    |
| 森安秀光                             | 0                                    | 0                                    | 0                                    | 0                                    | 10                                   | 4                                    | 10                                   | 0                                    | 0                                    | 2                                    |
| 関根茂                               | 0                                    | 0                                    | 0                                    | 0                                    | 8                                    | 4                                    | 8                                    | 0                                    | 0                                    | 2                                    |
| 阿久津主税                           | 0                                    | 0                                    | 0                                    | 0                                    | 8                                    | 5                                    | 8                                    | 0                                    | 0                                    | 1                                    |
| 田中寅彦                             | 0                                    | 0                                    | 0                                    | 0                                    | 6                                    | 2                                    | 6                                    | 0                                    | 0                                    | 1                                    |
| 青野照市                             | 0                                    | 0                                    | 0                                    | 0                                    | 5                                    | 3                                    | 5                                    | 0                                    | 0                                    | 1                                    |
| 板谷進                               | 0                                    | 0                                    | 0                                    | 0                                    | 7                                    | 3                                    | 7                                    | 0                                    | 0                                    | 0                                    |
| 松尾歩                               | 0                                    | 0                                    | 0                                    | 0                                    | 6                                    | 2                                    | 6                                    | 0                                    | 0                                    | 0                                    |
| 中村修                               | 0                                    | 0                                    | 0                                    | 0                                    | 5                                    | 2                                    | 5                                    | 0                                    | 0                                    | 0                                    |

| 氏名       | 通算 | 連続 | 期          | 最高成績                               |
| ---------- | ---- | ---- | ----------- | -------------------------------------- |
| 清水市代   | 21   | 18   | 37-54,56-58 | 予選1勝(予選2回戦進出 第40,41,43,46期) |
| 福間香奈   | 8    | 8    | 60-67       | 予選2勝(予選ベスト8進出 第63期)        |
| 甲斐智美   | 6    | 6    | 52-57       | 予選2勝(予選ベスト8進出 第55期)        |
| 石橋幸緒   | 6    | 4    | 38,44,48-51 | 予選0勝                                |
| 中井広恵   | 4    | 1    | 43,45,47,55 | 予選1勝(予選2回戦進出 第43期)          |
| 伊藤沙恵   | 3    | 1    | 59,65,67    | 予選0勝                                |
| 渡部愛     | 2    | 2    | 60-61       | 予選1勝(予選2回戦進出 第60期)          |
| 矢内理絵子 | 2    | 1    | 37,46       | 予選2勝(予選ベスト8進出 第46期)        |
| 加藤桃子   | 2    | 1    | 62,66       | 予選0勝                                |
| 岩根忍     | 1    | 1    | 58          | 予選0勝                                |
| 本田小百合 | 1    | 1    | 59          | 予選0勝                                |
| 山根ことみ | 1    | 1    | 63          | 予選0勝                                |
| 西山朋佳   | 1    | 1    | 64          | 予選0勝                                |

## エピソード
- 第7期は大山康晴と有吉道夫による将棋タイトル戦初の師弟対局となり、師の大山が勝利した。以後の二人のタイトル戦は第9期王位戦、第28期名人戦、第21期王将戦と続いたが、いずれも師の大山が勝利した。大山・有吉以外で師弟タイトル戦は実現していない[8]。
- 第3期と第7期では、それぞれ前期（第2期と第6期）におけるリーグ残留以上の成績を収めた4名（＝七番勝負敗退者・挑決敗退者・各組2位）が、全員リーグから陥落した。第7期以降、同様の事態は2023年現在まで起こっていない。
- 第14期では前期七番勝負で敗れた大山康晴が第1期以来となる王位リーグに参加したが、同じ紅組に弟子の有吉道夫と有吉の弟子の坪内利幸が参加しており、師匠・弟子・孫弟子の三代が同一のリーグに参加する珍しい事態が発生した。
- 第29期では、羽生世代の中で初めて佐藤康光がリーグに参戦。以後、現在に至るまで羽生世代のうち最低でも一人以上がリーグに参戦し続けている。
- 第33期にて郷田真隆が最年少（当時）で王位を獲得。郷田の順位戦C級2組在籍・四段でタイトル獲得は、いずれも史上初となった。なお、その後に四段の棋士はタイトル挑戦で五段（竜王挑戦は七段）、タイトル獲得で七段（竜王獲得は八段）に昇段規定が改定されており、四段のタイトル保持者は郷田が史上唯一となった。
- 第34期にて羽生善治が王位リーグに初参戦すると挑戦者決定戦を突破し、郷田真隆を相手に4連勝でタイトルを奪取した。以降、羽生は王位リーグから一度も陥落していない（最低でも王位リーグで2位による残留をしている、第65期（2024年）終了時点）。
- 第60期にて木村一基が王位を獲得。46歳3か月での初タイトル獲得は、有吉道夫九段が持っていた記録（37歳6か月、1973年の第21期棋聖戦にて）を8歳以上更新する初タイトル獲得の最年長記録となった。また木村にとって、7度目のタイトル挑戦であったが初タイトル獲得では史上最多の挑戦数である[注 23]。
- 第61期にて藤井聡太が王位戦史上最年少で挑戦権を獲得。3週間ほど前に棋聖戦（第91期）にて史上最年少でタイトル挑戦して以来2つ目のタイトル挑戦で、初挑戦中に同時進行のタイトル戦に臨む例は、第33期の郷田真隆が同じ棋聖（第60期）・王位で谷川浩司に挑戦して以来となった。王位在位者の木村一基とは29歳0か月差で、29歳0か月差のタイトル戦は棋王戦で南芳一に大山康晴が挑戦した際の40歳2か月差、王将戦で藤井聡太に羽生善治が挑戦した際の31歳9か月差に次ぐ史上3番目（当時、史上2番目）の年齢差となった[注 24]。なお、藤井は棋聖戦で史上最年少のタイトルを獲得、王位戦でも最年少でタイトルを獲得した。18歳1か月のタイトル二冠と八段昇段は、いずれも最年少記録を更新した。さらに藤井は史上初の予選から全勝（14連勝）で王位を奪取した[9]。また、木村の提案により、第2・3・4局の封じ手は通常より1通多い3通作られ、封じ手各1通をインターネットオークションに出品し、経費を除いた収益をこの年の7月に九州を襲った豪雨の被災地に送ることになった。落札額は、藤井がプロ棋士として初めて封じた第2局が550万1,000円、木村が封じた第3局が200万1,000円、藤井が王位獲得を決めた第4局が1,500万円だった[10]。
- 第62期第2局の立会人は広瀬章人（34歳）、副立会人は高見泰地（27歳）で両立会人の年齢を足した61歳は棋戦の立会人として史上最年少となった[注 25]。
- 第62期第4局では当初佐賀県嬉野市の和多屋別荘（西日本新聞主管）で開催する予定だったが、直前の記録的大雨による被害を受け[11][12][13]、急遽関西将棋会館で開催されることとなった[12]。嬉野市の対局は翌第63期七番勝負の第4局として日程が組まれることになった[13][14]。
- 第63期第4局は、挑戦者の豊島将之の体調不良（新型コロナウイルス感染症の陽性判定）により中止とし、予定していた第5-7局を各々第4-6局として実施されることになった[15]。第63期第4局として予定していた嬉野市の和多屋別荘での対局は、第62期に続き2年連続中止となり、翌第64期七番勝負の第4局として日程が組まれ[16][17]、第64期第4局は無事対局が行なわれ、嬉野市での王位戦タイトル番勝負の対局が3年越しで実施された。

## インターネット配信
インターネット黎明期である1996年には、いち早く将棋棋戦のネット上での棋譜中継を王位戦（第37期）で行なっていた。
主催者側の意向で、長らくテレビ中継は現時点で行われなかったが、2017年になってからインターネット配信が行われている。2016年までは、将棋のタイトル戦の中では唯一対局場の映像のインターネット配信が行われていなかった。代わりに1分ごとに両対局者の様子を自動撮影したスチル写真の自動配信が他棋戦に先んじて行われていた。また、大盤解説会の中継が行われたことはある。
2017年からはAbemaTVが七番勝負を生中継している。2018年・2019年はニコニコ生放送でも生中継が行われた。